# Association des conférences épiscopales de l'Afrique centrale
Ne doit pas être confondu avec l’Association des conférences épiscopales de la région de l’Afrique centrale (ACERAC), pour des pays qui sont d’anciennes colonies françaises.
L’Association des conférences épiscopales de l’Afrique centrale (abrégé ACEAC) est une structure de l’Église catholique qui regroupe les représentants des conférences épiscopales de trois pays francophones d’Afrique centrale :
- la Conférence des évêques catholiques du Burundi (CECAB) pour le Burundi ;
- la Conférence épiscopale nationale du Congo (CENCO) pour la République démocratique du Congo ;
- la Conférence épiscopale du Rwanda (CEPR) pour le Rwanda.

Son siège est basé à Kinshasa.
Elle est construite comme une association sans but lucratif (ASBL) en RDC.
Elle est l’une des « régions » du Symposium des conférences épiscopales d’Afrique et de Madagascar,, (SECAM-SCEAM). Son président est après 2019 Marcel Madila Basanguka (fi).

## Description
Les trois pays du territoire couvert par l’ACEAC sont d’anciennes colonies belges. Cela couvre 64 diocèses : 47 pour l’Église de RDC, 8 pour celle du Burundi, et 9 pour celle du Rwanda.

## Membres

### Président
Le président de la conférence en 2023 est Marcel Madila Basanguka (fi), archevêque de Kananga, depuis le 26 juin 2019.
Il y a précédemment eu :
- Faustin Ngabu (fi), évêque de Goma (en RDC), de 1985 à 1990 ;
- Évariste Ngoyagoye, évêque de Bubanza puis de Bujumbura (au Burundi tous les deux), de 1990 à 2001 ;
- Frédéric Rubwejanga, évêque de Kibungo (au Rwanda), de 2001 à 2002 ;[pourquoi ?]
- Nicolas Djomo Lola (fi), évêque de Tshumbe (en RDC), de 2002 à juillet 2007 ;
- Simon Ntamwana, archevêque de Gitega (au Burundi), de juillet 2007 au 4 juillet 2013 ;
- Smaragde Mbonyintege (fi), évêque de Kabgayi (au Rwanda), du 4 juillet 2013 au 26 juin 2019.

### Vice-présidents
Ont été nommés deux vice-présidents, en activité en 2023 et depuis le 26 juin 2019 :
- Vincent Harolimana (fi), évêque de Ruhengeri (jv) (au Rwanda), aussi vice-président de la Conférence épiscopale du Rwanda ; et
- Bonaventure Nahimana (fi), archevêque de Gitega (au Burundi), aussi président de la Conférence des évêques catholiques du Burundi et administrateur apostolique de Rutana.

### Secrétaire général
Le secrétaire général de la conférence en 2023 est le frère Jean Pierre Badidike, depuis juin 2016.

## Historique
L’organisation a été créée en 1984.